# Phascolion tuberculosum
Phascolion tuberculosum är en stjärnmaskart som beskrevs av ThTel 1875. Enligt Catalogue of Life ingår Phascolion tuberculosum i släktet Phascolion och familjen Phascoliidae, men enligt Dyntaxa är tillhörigheten istället släktet Phascolion och familjen Phascolionidae. Arten är reproducerande i Sverige. Inga underarter finns listade i Catalogue of Life.